# Риенци (опера)
«Риенци, последний трибун» (нем. Rienzi, der Letzte der Tribunen) — ранняя опера Рихарда Вагнера (WWV 49), принесшая ему успех.

## Общие сведения
Большая трагическая опера в пяти актах из жизни Коло ди Риенцо в духе «больших опер» Гаспаре Спонтини и  Джакомо Мейрбера. Либретто Рихарда Вагнера по одноимённому роману английского писателя Эдварда Бульвер-Литтона, написанному в 1835 году.
Место и время действия — Рим, середина XIV века.
Продолжительность около 5 часов

## История создания
В конце мая 1837 года Вагнер познакомился с романом Бульвер-Литтона, главным героем которого был Кола ди Риенцо — лицо историческое. Этот государственный деятель мечтал преобразовать Рим в духе древних республиканских традиций и сместил в 1347 году сенаторов, объявив себя трибуном. Вагнер задумал оперу на этот сюжет. Первые два акта сочинены в Риге перед отъездом во Францию. Либретто было завершено к августу 1838 года, партитура — в ноябре 1840 года в Париже. 23 октября 1840 года была закончена увертюра.
Премьера оперы состоялась 20 октября 1842 года в Дрезденской придворной опере под управлением Карла Готлиба Райсигера. Партию Адриано исполняла знаменитая Вильгельмина Шрёдер-Девриент, впоследствии участвовавшая в премьерах «Летучего голландца» и «Тангейзера». Несмотря на большую продолжительность спектакля, премьера имела успех (это был первый оперный успех Вагнера). Несколько следующих спектаклей давались в двух частях за два вечера — «Величие Риенци» и «Падение Риенци», но эта идея не встретила понимания публики. В последующие годы состоялись премьеры в Гамбурге, Берлине, Праге.

## Действующие лица
- Кола Риенци (Cola Rienzi), папский нотариус (тенор)
- Ирена (Irene), его сестра (сопрано)
- Стефано Колонна (Steffano Colonna), глава патрицианского рода Колонна (бас)
- Адриано (Adriano), его сын (меццо-сопрано)
- Паоло Орсини (Paolo Orsini), глава патрицианского рода Орсини (бас)
- Раймондо (Raimondo), кардинал и папский легат (бас)
- Барончелли[итал.] (Baroncelli), римский гражданин (тенор)
- Чекко дель Веккио (Cecco del Vecchio), римский гражданин (бас)
- Вестник мира (сопрано)
- Герольд (тенор)
- Послы Милана, Ломбардии, Неаполя, Богемии и Баварии; римские патриции, священнослужители, вестники, народ

## Краткое содержание

### Первый акт
Площадь перед Латеранским собором. Толпа сторонников Орсини пытается похитить Ирену из дома Риенци. Появляются враждебные им сторонники Колонны, завязывается драка. Адриано вступается за Ирену. Кардинал Раймондо тщетно пытается успокоить разбушевавшиеся толпы, ему на защиту приходит народ, возмущённый произволом патрициев. Появившийся Риенци клеймит патрициев и получает с их стороны насмешки, со стороны народа — поддержку. Риенци клянётся освободить народ от развращённых аристократов.
Риенци остаётся с Адриано. Он удивлён, что тот пошёл против своего семейства и защитил Ирену. Адриано, влюблённый в Ирену, обещает быть верным сторонником Риенци в осуществлении его планов. Предубеждения Риенци против сына Колонны рассеиваются.
Во время любовного дуэта Адриано и Ирены вновь появляются патриции и вступают в борьбу.
Народ объединяется против аристократов, Риенци гарантирует ему свободу. Народ хочет провозгласить его королём, но ему достаточно именоваться народным трибуном. Кардинал благословляет Риенци. Всеобщее ликование.

### Второй акт
Зал в Капитолии. Власть аристократов повержена. Вестники мира объявляют о победе Риенци и установлении власти плебеев и провозглашают свободу Рима. Патриции приносят Риенци ложную клятву верности, он приглашает их на праздничный пир.
Колонна и Орсини замышляют заговор с целью возвращения власти, Орсини собирается осуществить покушение на трибуна. Адриано подслушал их разговор и стоит перед выбором: если он раскроет их планы Риенци, он предаст собственного отца. Он тщетно пытается отговорить патрициев, Колонна отталкивает его. Адриано решает рассказать обо всём Риенци.
Все собираются на пир, устроенный Риенци. Адриано предупреждает его о запланированном покушении.
Далее следуют пантомима и балет на сюжет из древнеримской истории — поругание Лукреции и последовавшее за ним свержение царской власти.
В конце танца Орсини приближается к Риенци с кинжалом, но покушение срывается — трибун защищён панцирем. Народ требует смерти заговорщиков, но Риенци по просьбе Адриано дарует им прощение.

### Третий акт
Площадь в Риме. Звон колоколов. Заговорщики бежали из Рима и вооружаются. Народ недоволен проявленной Риенци мягкостью, но тому вновь удаётся вдохновить жителей Рима на борьбу.
Адриано оплакивает свою судьбу. Он хочет добиться примирения.
Риенци во главе ополчения выступает на битву с патрициями. Он вновь победил, Колонна и Орсини убиты. Теперь Адриано меняет своё отношение к Риенци и собирается мстить трибуну за отца.

### Четвёртый акт
Площадь перед Латеранским собором. Римские граждане обсуждают последние события — Риенци пытался вмешаться в закон об избрании германского императора и восстановил против себя императора и папу. Немецкие послы покинули город, положение ненадёжно. Народ начинает проявлять недовольство, Адриано распаляет ненависть людей к трибуну. Жители готовят восстание.
Риенци во главе торжественной процессии подходит к собору, собираясь на богослужение. Он стыдит народ, пытается внушить ему мысль о римской доблести. Неожиданно из собора кардинал и священнослужители провозглашают папское проклятие Риенци, все отшатываются от него. Лишь Ирена остаётся верна брату.

### Пятый акт
Зал в Капитолии. Риенци молится о том, чтобы его дело не погибло. Он говорит вошедшей Ирене о своей пламенной любви к Риму. Сестра отвечает, что как «последняя римлянка» останется с ним.
Вбегает возбуждённый Адриано. Он одержим страстью к Ирене и пытается мольбами и угрозами увести её с собой. Народ уже пытается поджечь дворец. Ирена отталкивает Адриано, он в ярости уходит.
Риенци тщетно пытается обратиться к толпе с балкона. Народ забрасывает дворец факелами. Риенци и Ирена погибают под обломками горящего здания. В последний момент Адриано бросается к Ирене и тоже гибнет в пламени.

## Музыка
Драматургия и музыка «Риенци» во многом следуют традициям французской «большой оперы» с её массовыми сценами, балетом. Эта опера исполняется намного реже, чем последующие творения Вагнера. Тем не менее, в ней уже есть ряд интересных мест, прежде всего — проникновенная молитва Риенци в пятом акте. Жорж Бизе писал про оперу Вагнера: «В целом — удивительное произведение, чудесное, живое, величавое и с олимпийским размахом»! Гениально, несоразмерно, беспорядочно, но гениально!» (Письмо Жоржа Бизе к Эдмону Галаберу, апрель 1869 г.).

## Некоторые записи
Исполнители ролей указаны в следующем порядке: Риенци, Ирене, Адриано, Колонна, Орсини, Раймондо, Барончелли, Чекко.
- 1974—1976 — дир. Генрих Холлрайзер; солисты: Рене Колло, Сив Веннберг, Янис Мартин, Николаус Хиллебранд, Тео Адам, Зигфрид Фогель, Петер Шрайер, Гюнтер Ляйб; Дрезденская городская капелла;
- 1983 — дир. Вольфганг Заваллиш; солисты: Рене Колло, Шерил Штудер, Джон Дженссен, Ян-Генрик Рутеринг, Бодо Бринкманн, Карл Хелм, Норберт Орт, Кайт Энген; Баварская государственная опера.